# Metapenaeopsis ivanovi
Metapenaeopsis ivanovi is een tienpotigensoort uit de familie van de Penaeidae. De wetenschappelijke naam van de soort is voor het eerst geldig gepubliceerd in 1994 door Crosnier.